# 알리 살민
알리 살민(1995년 2월 4일 ~ , 아랍어: علي سالمين)은 아랍에미리트의 축구 선수로 포지션은 미드필더이며 현재 UAE 프로리그의 알와슬 FC 소속이다.

## 선수 경력

### 클럽
2013년 알와슬 FC 입단 이후 현재까지 리그 95경기 3골을 기록하며 2016-17 시즌 리그 준우승, 2017-18 시즌 리그 3위, UAE 프레지던트컵 준우승, UAE 리그컵 준우승, 2018-19년 아랍 클럽 챔피언스컵 8강 진출 등에 일조했다.

### 국가대표팀
2014년 아랍에미리트 성인대표팀 합류 후 2018년 11월 20일 예멘과의 친선 경기에서 국제 A매치 데뷔골을 신고했고 이후 자국에서 열린 2019년 AFC 아시안컵에 출전하여 팀의 4강 진출에 기여했으며 2021년 6월 15일 베트남과의 2022년 FIFA 월드컵 아시아 지역 2차 예선 G조 최종전에서도 득점을 기록하며 3차 예선 진출에 일조했다.

## 수상

### 클럽
알와슬 FC
- UAE 프로리그 : 준우승 (2016-17), 3위 (2017-18)
- UAE 리그컵 : 준우승 (2017-18)
- UAE 프레지던트컵 : 준우승 (2017-18)

### 국가대표팀
아랍에미리트
- AFC 아시안컵 : 4강 (2019)

## 국가대표 골 기록
| #  | 날짜             | 장소                  | 상대 국가 | 득점 | 결과 | 경기 종류                               |
| -- | ---------------- | --------------------- | --------- | ---- | ---- | --------------------------------------- |
| 1. | 2018년 11월 20일 | 자벨 스타디움, 두바이 | 예멘      | 2–0  | 2–0  | 친선경기                                |
| 2. | 2021년 6월 15일  | 자벨 스타디움, 두바이 | 베트남    | 1-0  | 3-2  | 2022년 FIFA 월드컵 아시아 지역 2차 예선 |